# Samea ochropteralis
Samea ochropteralis là một loài bướm đêm trong họ Crambidae.